# Kevin Lasagna
Kevin Lasagna (San Benedetto Po, 10 agosto 1992) è un calciatore italiano, attaccante del Verona.

## Caratteristiche tecniche
È un attaccante mancino dalle discrete qualità tecniche e dotato di una grande velocità in campo aperto; tra le sue migliori qualità vi sono l'attacco della profondità e un buon diagonale mancino, mentre risulta deficitario sul piano della finalizzazione.
Predilige il ruolo di seconda punta in formazioni votate ad un gioco di contropiede, a causa delle sue difficoltà contro difese schierate; ha espresso il meglio del suo gioco di fianco a compagni dalla grande capacità nel gioco di sponda come Jeremy Mbakogu a Carpi e Stefano Okaka ad Udine.

## Carriera

### Club

#### Gli inizi
Dopo quattro anni nelle giovanili del ChievoVerona, passa al Suzzara e poi alla Governolese, nel campionato di Promozione. Nel 2012 viene acquistato dal Cerea, squadra con la quale disputa la stagione 2012-13, collezionando 35 presenze e 7 reti nel terzo girone di Serie D. Passa quindi all'Este, anch'essa militante in quarta serie, dove disputa un'ottima stagione con 21 gol in 33 partite.

#### Carpi
Le sue prestazioni attirano l'interesse del direttore sportivo del Carpi Cristiano Giuntoli, che decide di comprarne il cartellino per 75.000 euro. Debutta con la maglia biancorossa in amichevole contro il Parma il 23 agosto 2014, segnando al debutto la rete del definitivo 1-1. Debutta invece nel campionato di Serie B il 13 settembre, mettendo a referto un assist nel pareggio per 1-1 a Crotone. Il tecnico Fabrizio Castori crede in lui e, nonostante la giovane età e la mancanza di esperienza nel calcio professionistico, lo schiera spesso. La scelta di Castori si rivela azzeccata, tanto che le ottime prestazioni di Lasagna, condite da 5 reti e 3 assist, contribuiranno alla storica promozione dei biancorossi in Serie A. Lasagna segna il suo primo gol da professionista il 16 novembre 2014 al 94' nel successo al Cabassi per 5-2 contro il Cittadella, mentre la sua prima doppietta da professionista arriva il 28 marzo 2015 nella vittoria in trasferta per 2-1 contro il Vicenza.
Diventato presto il beniamino dei tifosi carpigiani, gli viene assegnato il soprannome KL15 e dedicato un coro.
Il 23 agosto 2015 esordisce con il Carpi in massima serie nella sconfitta per 5-2 sul campo della Sampdoria. Il 24 gennaio 2016 segna il suo primo gol in Serie A, permettendo al Carpi di pareggiare per 1-1 al 92' contro l'Inter a San Siro. Il 3 febbraio si ripete contro la Fiorentina nella partita persa al Franchi per 2-1. Il 12 febbraio 2016 realizza il momentaneo pareggio nella sconfitta interna per 3-1 contro la Roma. Il 20 marzo, su calcio di punizione, risulta decisivo per la vittoria per 2-1 allo Stadio Bentegodi contro il Verona. Il 25 aprile segna contro l'Empoli il gol vincente all'85'. Nonostante un grande girone di ritorno, il Carpi retrocede in Serie B all'ultima giornata da terzultimo e con un punto in meno del Palermo (38 contro 39). Limitatamente alla Serie A, Lasagna risulta essere il giocatore del Carpi con più presenze (36, di cui 8 da titolare e 28 partendo dalla panchina) e con più gol segnati (5, tutti da subentrato). Il 18 ottobre successivo, rinnova fino al giugno 2020 con il club biancorosso.
Durante la stagione 2016-2017 Lasagna resta al Carpi e lo trascina ai Play-off di Serie B mettendo a referto 5 assist e 14 gol, diventando così capocannoniere stagionale della squadra. Nei Play-off non brilla particolarmente, ma il Carpi riesce a raggiungere la doppia finale che vedrà i biancorossi sconfitti dal Benevento. Lasagna gioca da titolare nello 0-0 dell'andata al Cabassi e subentra dalla panchina nel decisivo match di ritorno al Vigorito, perso per 1-0.

#### Udinese
Il 14 gennaio 2017 viene acquistato a titolo definitivo dall'Udinese per 4,5 milioni di euro più bonus, ma resta comunque in prestito alla squadra emiliana fino al giugno seguente. Il 12 agosto 2017 sigla il suo primo gol in Coppa Italia proprio con la maglia dell'Udinese. Segna il suo primo gol in Serie A con la maglia friulana il 17 settembre 2017 contro il Milan, nella sconfitta per 2-1 a San Siro. Il 16 dicembre segna nuovamente a San Siro, questa volta contro l'Inter, nella vittoria per 1 a 3 per i bianconeri. Durante il mese di dicembre trova un grande stato di forma, che gli permette di andare a segno per cinque partite consecutive eguagliando il record di Antonio Di Natale che resisteva dal maggio 2010. Conclude il campionato con 12 gol segnati contribuendo alla salvezza della squadra. Nella stagione successiva indossa la fascia di capitano in diverse partite, dimezzando il bottino rispetto all'annata precedente. Dopo la partenza di Valon Behrami, nell'estate 2019 diventa a tutti gli effetti il nuovo capitano della società friulana, venendo poi rimpiazzato nel novembre 2020 da Rodrigo de Paul.

#### Verona e prestiti al Fatih Karagümrük e Bari
Il 26 gennaio 2021 viene ceduto in prestito con obbligo di riscatto condizionato al Verona. Il primo gol arriva il 3 marzo seguente, nella vittoria per 3-0 in casa del Benevento. Segna la sua seconda rete nella partita vinta per 2-0 in trasferta contro il Cagliari.
Il 15 agosto 2023 Lasagna viene ceduto in prestito per una stagione al Fatih Karagümrük, nella Süper Lig, insieme al compagno di squadra Federico Ceccherini. Il 10 gennaio 2024, segna il suo primo gol con il club turco nel successo per 4-1 in campionato sul Kayserispor.
Terminato il prestito in Turchia, rientra al Verona che contestualmente, il 19 luglio 2024, lo gira il prestito con obbligo di riscatto al verificarsi di determinate condizioni al Bari, in Serie B. Il 27 agosto segna la sua prima rete con i pugliesi, firmando il definitivo pareggio (1-1) in casa col Sassuolo.

### Nazionale
Il 9 ottobre 2018 viene convocato per la prima volta dalla nazionale italiana dal CT Roberto Mancini, in sostituzione dell'infortunato Simone Zaza. Debutta in nazionale il 14 ottobre 2018, a 26 anni, subentrando a Bernardeschi nel secondo tempo della partita contro la Polonia, e fornendo al 91' l'assist per il gol vittoria di Biraghi che evita la retrocessione dell’Italia nella Lega B della Nations League.

## Statistiche

### Presenze e reti nei club
Statistiche aggiornate al 13 maggio 2025.
| Stagione        | Squadra          | Campionato      | Campionato | Campionato | Coppe nazionali | Coppe nazionali | Coppe nazionali | Coppe continentali | Coppe continentali | Coppe continentali | Altre coppe | Altre coppe | Altre coppe | Totale | Totale |
| Stagione        | Squadra          | Comp            | Pres       | Reti       | Comp            | Pres            | Reti            | Comp               | Pres               | Reti               | Comp        | Pres        | Reti        | Pres   | Reti   |
| --------------- | ---------------- | --------------- | ---------- | ---------- | --------------- | --------------- | --------------- | ------------------ | ------------------ | ------------------ | ----------- | ----------- | ----------- | ------ | ------ |
| 2011-2012       | Governolese      | Prom.           | 32         | 21         | -               | -               | -               | -                  | -                  | -                  | -           | -           | -           | 32     | 21     |
| 2012-2013       | Cerea            | D               | 35         | 7          | CI-D            | 0               | 0               | -                  | -                  | -                  | -           | -           | -           | 35     | 7      |
| 2013-2014       | Este             | D               | 33         | 21         | CI-D            | 0               | 0               | -                  | -                  | -                  | -           | -           | -           | 33     | 21     |
| 2014-2015       | Carpi            | B               | 30         | 5          | CI              | 0               | 0               | -                  | -                  | -                  | -           | -           | -           | 30     | 5      |
| 2015-2016       | Carpi            | A               | 36         | 5          | CI              | 3               | 0               | -                  | -                  | -                  | -           | -           | -           | 39     | 5      |
| 2016-2017       | Carpi            | B               | 42+5       | 14         | CI              | 0               | 0               | -                  | -                  | -                  | -           | -           | -           | 47     | 14     |
| Totale Carpi    | Totale Carpi     | Totale Carpi    | 113        | 24         |                 | 3               | 0               |                    | -                  | -                  |             | -           | -           | 116    | 24     |
| 2017-2018       | Udinese          | A               | 29         | 12         | CI              | 3               | 2               | -                  | -                  | -                  | -           | -           | -           | 32     | 14     |
| 2018-2019       | Udinese          | A               | 36         | 6          | CI              | 1               | 0               | -                  | -                  | -                  | -           | -           | -           | 37     | 6      |
| 2019-2020       | Udinese          | A               | 36         | 10         | CI              | 3               | 2               | -                  | -                  | -                  | -           | -           | -           | 39     | 12     |
| 2020-gen. 2021  | Udinese          | A               | 17         | 2          | CI              | 1               | 0               | -                  | -                  | -                  | -           | -           | -           | 18     | 2      |
| Totale Udinese  | Totale Udinese   | Totale Udinese  | 118        | 30         |                 | 8               | 4               |                    | -                  | -                  |             | -           | -           | 126    | 34     |
| gen.-giu. 2021  | Verona           | A               | 19         | 2          | CI              | 0               | 0               | -                  | -                  | -                  | -           | -           | -           | 19     | 2      |
| 2021-2022       | Verona           | A               | 28         | 2          | CI              | 1               | 0               | -                  | -                  | -                  | -           | -           | -           | 29     | 2      |
| 2022-2023       | Verona           | A               | 26         | 1          | CI              | 1               | 1               | -                  | -                  | -                  | -           | -           | -           | 27     | 2      |
| Totale Verona   | Totale Verona    | Totale Verona   | 73         | 5          |                 | 2               | 1               |                    | -                  | -                  |             | -           | -           | 75     | 6      |
| 2023-2024       | Fatih Karagümrük | SL              | 28         | 2          | TK              | 5               | 0               | -                  | -                  | -                  | -           | -           | -           | 33     | 2      |
| 2024-2025       | Bari             | B               | 34         | 7          | CI              | 1               | 0               | -                  | -                  | -                  | -           | -           | -           | 35     | 7      |
| Totale carriera | Totale carriera  | Totale carriera | 466        | 117        |                 | 18              | 5               |                    | -                  | -                  |             | -           | -           | 484    | 122    |

### Cronologia presenze e reti in nazionale
| Cronologia completa delle presenze e delle reti in nazionale ― Italia | Cronologia completa delle presenze e delle reti in nazionale ― Italia | Cronologia completa delle presenze e delle reti in nazionale ― Italia | Cronologia completa delle presenze e delle reti in nazionale ― Italia | Cronologia completa delle presenze e delle reti in nazionale ― Italia | Cronologia completa delle presenze e delle reti in nazionale ― Italia | Cronologia completa delle presenze e delle reti in nazionale ― Italia | Cronologia completa delle presenze e delle reti in nazionale ― Italia |
| Data                                                                  | Città                                                                 | In casa                                                               | Risultato                                                             | Ospiti                                                                | Competizione                                                          | Reti                                                                  | Note                                                                  |
| --------------------------------------------------------------------- | --------------------------------------------------------------------- | --------------------------------------------------------------------- | --------------------------------------------------------------------- | --------------------------------------------------------------------- | --------------------------------------------------------------------- | --------------------------------------------------------------------- | --------------------------------------------------------------------- |
| 14-10-2018                                                            | Chorzów                                                               | Polonia                                                               | 0 – 1                                                                 | Italia                                                                | UEFA Nations League 2018-2019 - 1º turno                              | -                                                                     | 81’                                                                   |
| 17-11-2018                                                            | Milano                                                                | Italia                                                                | 0 – 0                                                                 | Portogallo                                                            | UEFA Nations League 2018-2019 - 1º turno                              | -                                                                     | 74’                                                                   |
| 20-11-2018                                                            | Genk                                                                  | Italia                                                                | 1 – 0                                                                 | Stati Uniti                                                           | Amichevole                                                            | -                                                                     | 86’                                                                   |
| 5-9-2019                                                              | Erevan                                                                | Armenia                                                               | 1 – 3                                                                 | Italia                                                                | Qual. Euro 2020                                                       | -                                                                     | 83’                                                                   |
| 7-10-2020                                                             | Firenze                                                               | Italia                                                                | 6 – 0                                                                 | Moldavia                                                              | Amichevole                                                            | -                                                                     | 75’                                                                   |
| 11-11-2020                                                            | Firenze                                                               | Italia                                                                | 4 – 0                                                                 | Estonia                                                               | Amichevole                                                            | -                                                                     | 71’                                                                   |
| 18-11-2020                                                            | Sarajevo                                                              | Bosnia ed Erzegovina                                                  | 0 – 2                                                                 | Italia                                                                | UEFA Nations League 2020-2021 - 1º turno                              | -                                                                     | 82’                                                                   |
| Totale                                                                |                                                                       | Presenze                                                              | 7                                                                     |                                                                       | Reti                                                                  | 0                                                                     |                                                                       |

## Palmarès

### Club
- Campionato italiano di Serie B: 1

Carpi: 2014-2015